# Lasithi
L'unità periferica del Lasithi (in greco Περιφερειακή ενότητα Λασιθίου?) è una delle quattro unità in cui è divisa la periferia di Creta. Il capoluogo è San Nicolò.

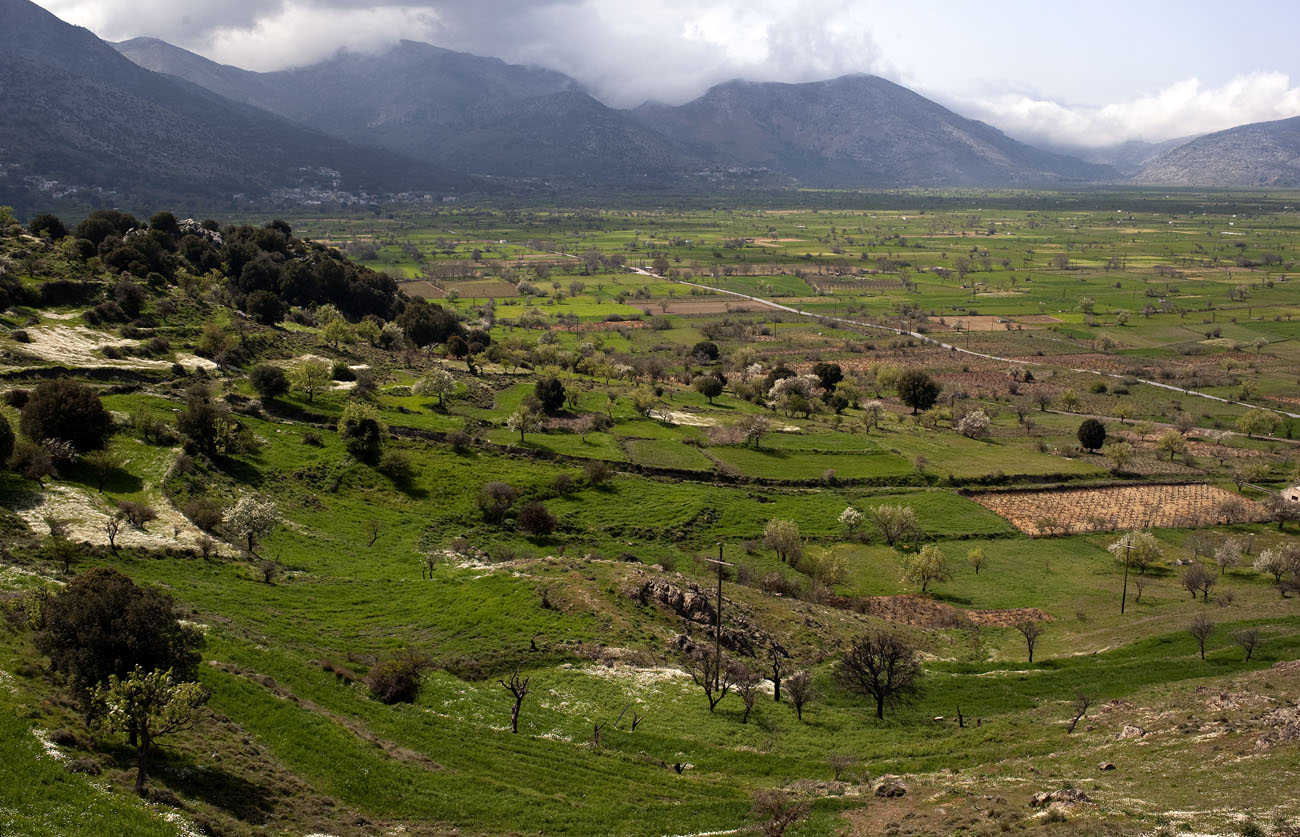
L'altopiano di Lasithi

È situata all'estremità orientale dell'isola e confina a ovest con l'unità periferica di Candia. Altri centri sono Ierapetra, Sitia e Neapoli. È un territorio prevalentemente montuoso con il monte Dikte ad ovest e i monti di Sitia ad est. Include l'altopianο di Lasithi (geologicamente è costituito da un polje) che dà il nome alla prefettura stessa; il nome è collegato con l'antica città di Latò, considerata la città meglio conservata del periodo classico-ellenistico a Creta (dal nome dorico di Leto, madre di Apollo ed Artemide). Fanno parte della prefettura anche le isole di Spinalonga, Kalydon, Pseia, Dragonada, Gianysada, Paximada, Elasa, Koufonissi, Chrissi e Agioi Pantes.
Ad est del villaggio di Elounda giace l'isola di Spinalonga, fortezza voluta e costruita dai Veneziani adibita in seguito a lebbrosario. Oggi è visitabile e raggiungibile tramite traghetti turistici dal porto di Elounda. È un importante polo d'attrazione turistica.
I centri principali sono Vai, San Nicolò, la baia di Istron, Elounda e l'isola di Chrissi. Centri secondari del turismo sono invece i villaggi che si affacciano sulla costa meridionale come Myrtos, Makrys Gialos o Makrigialos, Xerokambos e Koutsouras.

## Prefettura
Lasithi era una prefettura della Grecia, abolita a partire dal 1º gennaio 2011 a seguito dell'entrata in vigore della riforma amministrativa detta piano Kallikratis
La riforma amministrativa ha anche modificato la struttura dei comuni, che ora si presenta come nella seguente tabella:
| Nuovo comune       | Vecchio comune     | Sede       |
| ------------------ | ------------------ | ---------- |
| San Nicolò         | San Nicolò         | San Nicolò |
| San Nicolò         | Vrachasi           | San Nicolò |
| San Nicolò         | Neapoli            | San Nicolò |
| Ierapetra          | Ierapetra          | Ierapetra  |
| Ierapetra          | Makrys Gialos      | Ierapetra  |
| Oropedio Lasithiou | Oropedio Lasithiou | Tzermiado  |
| Sitia              | Sitia              | Sitia      |
| Sitia              | Itanos             | Sitia      |
| Sitia              | Lefki              | Sitia      |

## Precedente suddivisione amministrativa
Dal 1997, con l'attuazione della riforma Kapodistrias, la prefettura di Lasithi era suddivisa in 8 comuni:
| Comune                | Codice YPES | Sede       | Codice Postale | Prefisso tel. |
| --------------------- | ----------- | ---------- | -------------- | ------------- |
| 1. San Nicolò         | 3401        | San Nicolò | 721 00         | 28410-2       |
| 2. Ierapetra          | 3402        | Ierapetra  | 722 00         | 28420-2       |
| 3. Itanos             | 3403        | Palekastro | 723 00         | 28430-6       |
| 4. Lefki              | 3404        | Ziros      | 720 56         | 28430-9       |
| 5. Makrys Gialos      | 3405        | Koutsouras | 720 55         | 28430-2       |
| 6. Neapoli            | 3406        | Neapoli    | 724 00         | 28410-3       |
| 7. Oropedio Lasithiou | 3407        | Tzermiado  | 720 53         | 28440-2       |
| 8. Sitia              | 3408        | Sitia      | 723 00         | 28430-2       |

## Siti archeologici
Il territorio di Lasithi è ricco di numerosi siti archeologici soprattutto di epoca minoica. Di seguito ne è riportato un elenco:
| Nome del Sito | Comune di appartenenza | Note                                                        |
| ------------- | ---------------------- | ----------------------------------------------------------- |
| Vasiliki      | Ierapetra              | Villaggio di epoca minoica                                  |
| Fournu Korfi  | Ierapetra              | Sito minoico vicino al villaggio di Myrtos                  |
| Kato Zakros   | Sitia                  | Palazzo reale di epoca minoica, 4º per grandezza.           |
| Gournia       | Ierapetra              | Sito di epoca minoica vicino a Pachià Ammos                 |
| Lato Etera    | San Nicolò             | Sito di epoca dorica                                        |
| Itanos        | Sitia                  | Ruderi di una città ellenistica vicino alla spiaggia di Vai |
| Roussolakos   | Sitia                  | Un'altra città e porto dell'era minoica                     |
| Xerocambos    | Sitia                  | Ruderi di una città fiorente in epoca ellenistica           |
| Koufonissi    | Sitia                  | È l'antica Leuce menzionata da Plinio                       |